# Amer Hlehel
Amer Hlehel (en arabe  عامر حليحل, en hébreu,  עאמר חליחל) est un acteur palestinien de cinéma et de théâtre, également dramaturge.
En 2006, il travaille au Théâtre de la Liberté fondé à Jénine par Juliano Mer-Khamis.
Il fonde en 2009 à Haïfa la compagnie indépendante de théâtre palestinien ShiberHur ("un empan de liberté", en arabe) avec Amir Nizar Zuabi, Ali Suliman, Ashraf Hanna et Ruba Blal.

## Filmographie
Cinéma
- 2022 : Mediterranean Fever de Maha Haj : Waleed
- 2017 : Le Chanteur de Gaza de Hany Abu-Assad : Kamal
- 2005 : Paradise Now de Hany Abu-Assad : Jamal
- 2006 : Palestine, Summer 2006 de Rowan Al Faqih, Ahmad Habash, Riyad Ideis, Enas I. Muthaffar et May Odeh
- 2009 : Amerrika de Cherien Dabis : Samer
- 2009 : Le Temps qu'il reste d’Elia Suleiman : Anis
- 2010 :  Téléphone arabe  (Ish lelo selolari) de Sameh Zoabi : Abou Khalid, le marchand de bière
- 2011 : Do Not Forget Me Istanbul de Hany Abu-Assad, Stefan Arsenijevic, Aida Begic, Josefina Markarian, Eric Nazarian, Stergios Niziris et Omar Shargawi
- 2019 Tel Aviv on Fire de Sameh Zoabi : Nabil

Télévision
- 2004 : Isaac & Jacob, de la série God's Stories : Ésaü

## Théâtre (partiel)

### Auteur
- 2014 : Taha, le monde ne voulait pas de moi[3] ; la pièce est centrée sur la biographie du poète palestinien exilé Taha Muhammad Ali. ELle a été traduite en français par Najla Nakhlé-Cerruti[4].
- 2009 : Breaking News, Théâtre Al-Midan, Haïfa
- 2006 : Jouha and Bahloul (coauteur avec Ala Hlehel et directeur), Théâtre de la Liberté, Jénine

### Acteur
- 2010 : I Am Yusuf and This Is My Brother d’Amir Nizar Zuabi, Young Vic Theatre, Londres (avec Ali Suliman)
- 2011 : La Colonie pénitentiaire de Franz Kafka, adaptation et direction d’Amir Nizar Zuabi, Young Vic Theatre, Londres  (avec Makram Khoury)
- 2012 :  La Tempête de William Shakespeare, Royal Shakespeare Theatre, Stratford-upon-Avon : Caliban